# Spilotragus
Spilotragus is een kevergeslacht uit de familie van de boktorren (Cerambycidae). De wetenschappelijke naam van het geslacht werd voor het eerst geldig gepubliceerd in 1903 door Jordan.

## Soorten
Spilotragus omvat de volgende soorten:
- Spilotragus clarkei Breuning, 1976
- Spilotragus guttatus (Jordan, 1897)
- Spilotragus mourgliai Teocchi, 1994
- Spilotragus ornatus (Gahan, 1898)
- Spilotragus variabilis Breuning, 1934
- Spilotragus xanthus Jordan, 1903